# Alberto Gentili
Alberto Gentili (Vittorio Veneto, 4 febbraio 1873 – Torino, 8 novembre 1954) è stato un musicologo e compositore italiano.

## Biografia
Fu docente di Storia della musica presso l'Università di Torino dal 1925 al 1938, quando venne rimosso dall'insegnamento a causa delle leggi razziali fasciste in quanto di religione ebraica.
Finita la seconda guerra mondiale, rinuncerà a riprendere il suo posto presso l’Ateneo torinese.
A Gentili si deve il recupero e la conservazione presso la Biblioteca Nazionale di Torino di una grande quantità di documenti (comprese composizioni inedite) di Antonio Vivaldi, con l'ispirazione della Raccolta Mauro Foà e della Raccolta Renzo Giordano.
A questo proposito è interessante leggere il romanzo scritto da Federico Maria Sardelli "L'affare Vivaldi", edito da Sellerio.
Un concerto in suo onore si è tenuto il 12 dicembre 2004 a Vittorio Veneto organizzato dall'Associazione Lirica "Pier Adolfo Tirindelli" di Conegliano.
Una targa commemorativa a cura del Comune di Torino in data 12 giugno 2019 è stata scoperta in Piazza Carlo Alberto, sul muro della Biblioteca  Nazionale.